# SD Eibar
La Sociedad Deportiva Éibar-Eibar Kirol Elkartea är en spansk fotbollsklubb från staden Eibar i Gipuzkoa, Baskien. Klubben grundades 1940 genom en sammanslagning av Deportivo Gallo och la Unión Deportiva Eibarresa. Klubben avancerade inför säsongen 2014/2015 för första gången till Primera División. SD Eibar nådde Segunda División första gången säsongen 1953/1954. Klubben vann Segunda División B 2010/2011 och sedermera Segunda División 2013/2014 och säkrade därmed avancemanget till Primera División. Klubben spelar sina hemmamatcher på Estadio Municipal de Ipurua, med plats för 5 250 åskådare. Stadion invigdes 1947 och mäter 103x65 meter.
SD Éibar har genom historien fostrat sju spanska landslagsspelare – däribland Argentina-födda José Eulogio Gárate (vars hans farbror, José Muguerza Anitúa, var ledare i klubben), Agustín Guisasola och Diego Alvárez.
Klubben var den första spanska fotbollsklubben som certifierades enligt ISO 9001.

## Meriter
- Segrare Segunda División: 1

2013–14
- Segrare Segunda División B: 3

1987–88, 2006–07, 2010–11
- Segrare Tercera División: 7

1950–51, 1952–53, 1961–62, 1962–63, 1966–67, 1981–82, 1985–86

## Spelare

### Spelartrupp
Uppdaterad: 22 februari 2020
| Nr | Land      | Pos | Namn                                           |
| -- | --------- | --- | ---------------------------------------------- |
| 1  | Serbien   | MV  | Marko Dmitrović                                |
| 2  | Argentina | F   | Esteban Burgos                                 |
| 3  | Spanien   | F   | Pedro Bigas                                    |
| 4  | Spanien   | F   | Iván Ramis (lagkapten)                         |
| 5  | Argentina | MF  | Gonzalo Escalante (vice-kapten)                |
| 6  | Spanien   | MF  | Sergio Álvarez                                 |
| 7  | Spanien   | A   | Quique                                         |
| 8  | Senegal   | MF  | Pape Diop                                      |
| 9  | Spanien   | A   | Sergi Enrich                                   |
| 10 | Spanien   | MF  | Edu Expósito                                   |
| 11 | Portugal  | F   | Rafa Soares (på lån från Vitória de Guimarães) |
| 12 | Portugal  | F   | Paulo Oliveira                                 |

| Nr | Land      | Pos | Namn                                          |
| -- | --------- | --- | --------------------------------------------- |
| 13 | Spanien   | MV  | Yoel Rodríguez                                |
| 14 | Chile     | MF  | Fabián Orellana                               |
| 15 | Spanien   | F   | Cote                                          |
| 16 | Argentina | MF  | Pablo de Blasis                               |
| 17 | Spanien   | A   | Kike                                          |
| 18 | Uruguay   | MF  | Sebastián Cristóforo (på lån från Fiorentina) |
| 19 | Brasilien | A   | Charles                                       |
| 20 | Spanien   | F   | Rober                                         |
| 21 | Spanien   | MF  | León                                          |
| 22 | Japan     | MF  | Takashi Inui                                  |
| 23 | Spanien   | F   | Anaitz Arbilla                                |
| 24 | Spanien   | F   | Álvaro Tejero                                 |